# Aqueducs de Vésone
Les aqueducs de Vésone alimentaient la ville gallo-romaine de Vesunna (actuelle ville de Périgueux).

## L'eau à Vésone
C'est notamment en raison du développement des thermes de Vesunna (francisé en Vésone) que la cité se dote d'aqueducs permettant de faire face à l'augmentation rapide de la consommation d'eau. Leur fonction n'est pas seulement utilitaire ; il s'agit d'une prouesse technique qui s'inscrit dans les grands travaux d'urbanisme visant à embellir Vésone.
La présence de bassins dans plusieurs habitations de riches notables de Vésone suppose une alimentation en eau courante pour la boisson, la toilette et la pratique balnéaire,. La nappe phréatique étant peu profonde, une grande partie des besoins familiaux en eau semble couverte par des puits domestiques, retrouvés en nombre pendant les diverses fouilles archéologiques,. Élisabeth Pénisson en dénombre cinq, dont l'un d'eux, profond de 8 m, est équipé d'une pompe en bois, aujourd'hui exposée dans le musée Vesunna.
Un important réseau de canalisations, faites de bois, de plomb et de grandes tuiles plates (tegulae), permet de récupérer les eaux de pluie des toitures, de vidanger les bassins et d'évacuer les eaux usées. Des canalisations sont notamment retrouvées sous le dallage des sols de la domus des Bouquets.

## Résultats des fouilles archéologiques

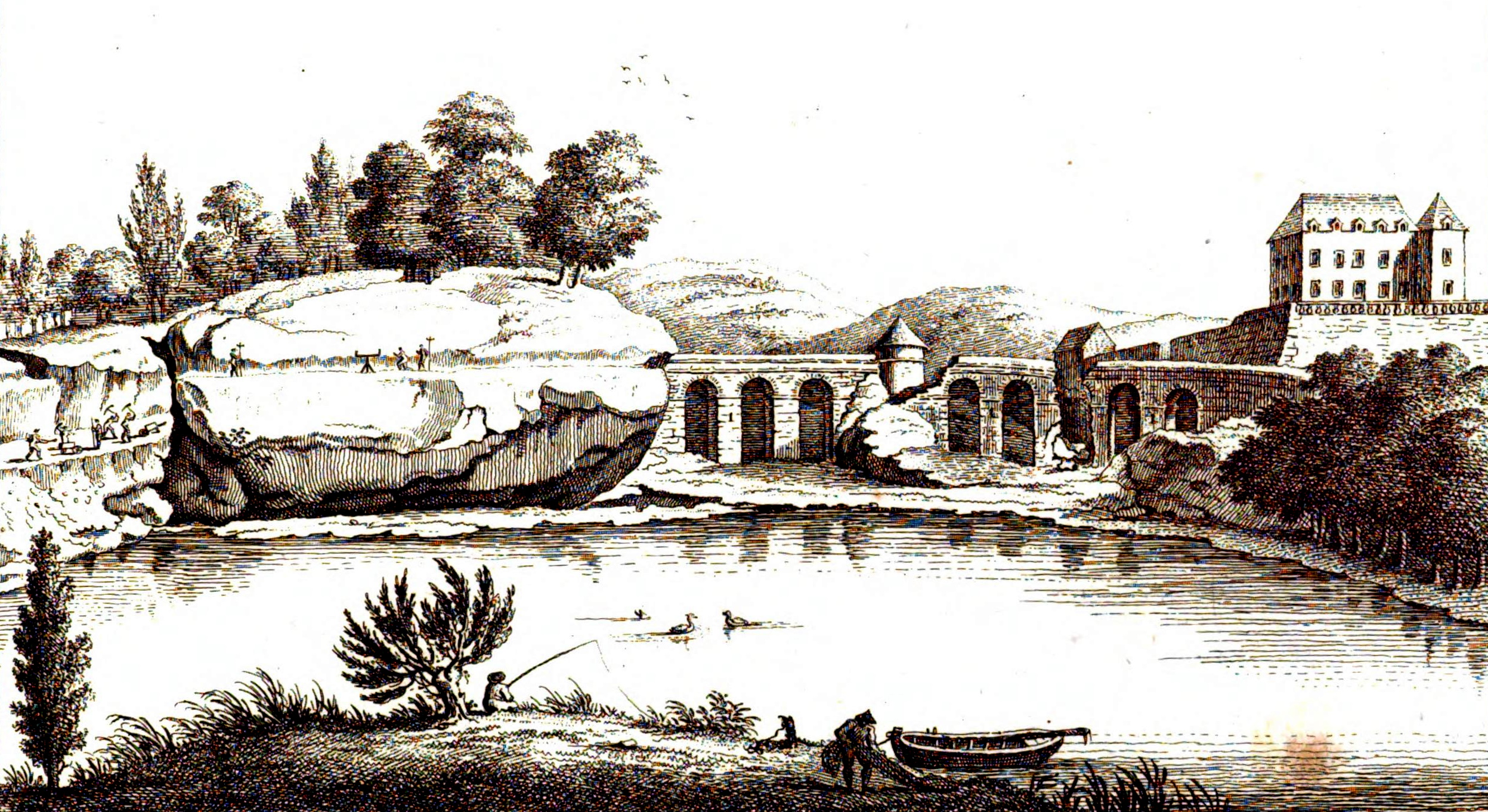
Vue de l'aqueduc de Grandfont, d'après Wlgrin de Taillefer.

Le sujet des aqueducs de Vésone intéresse les archéologues à partir du XIXe siècle, lorsque sont découverts les premières traces de tronçons d'aqueducs et de tuyaux, d'inscriptions de fontaines publiques, de bassins privés ou de canalisations d'évacuation d'eaux usées.
En 1826, Wlgrin de Taillefer propose une première synthèse, relayée un siècle plus tard par Charles Durand, qui étudie le tracé de l'aqueduc de Grandfont en 1920. L'archéologie préventive (Wandel Migeon en 2008 et 2009, Claudine Girardy-Caillat en 2013, Serge Salvé en 2015) puis des recherches de terrain plus récentes apportent une nouvelle approche sur le sujet (Laëtitia Borau entre 2013 et 2016).

### Aqueduc de Grandfont (ou du Petit Change)
- Nécropoles
- Carrières
- Aqueduc de Grandfont
- Portions de rues connues
- Axes supposés
- 1 : Sanctuaire de la Tutelle
- 1a : Tour de Vésone
- 2 : Domus des Bouquets
- 3 : Amphithéâtre
- 4 : Porte de Mars
- 5 : Centre National de la Préhistoire
- 6 : Château Barrière
- 7 : Rues Chanzy et Turenne
- 8 : Chapelle Saint-Jean-Baptiste
- 9 : Rue du Colonel-Raynal
- 10 : Rue Ferdinand-Dupuy
- 11 : Impasse de Vésone
- 12 : Rue de Campniac
- 13 : Rue Lakanal (piscine)
- 14 : Nécropole Saint-Front, place de la Clautre
- 15 : Oppidum de la Curade / Camp de César
- 16 : Écornebœuf
- 17 : Carrière Jay-de-Beaufort
- 18 : Carrière de Francheville
- 19 : Nécropole de la Gare
- 20 : Forum
- 21 : Thermes de Godofre
- 22 : Domus de Campniac
- 23 : Domus de la Visitation

L'aqueduc de Grandfont (ou du Petit Change), le plus important d'entre eux, est le seul aqueduc à être attesté avec certitude à Périgueux. Les premiers vestiges de l'aqueduc sont découverts en 1813, lorsque la nouvelle route qui relie Périgueux et Lyon est ouverte. La construction de la RN 221, qui a débuté en 1809, a déjà détruit une grande partie des vestiges. L'aqueduc est un ouvrage construit en maçonnerie coulée, recouverte de pierres plates.
En mars 1864, il reste encore quelques vestiges de l'aqueduc. Grâce aux fouilles effectuées en 1912-1913, Charles Durand parvient à dessiner le tracé de l'adduction des eaux. Le radier de l'aqueduc part à une altitude de 98,78 m et termine à une hauteur de 94,15 m. D'une longueur totale de 7,043 km, l'ouvrage peut transporter, avec un débit de 78 litres à la seconde, plus de 15 800 000 litres par jour, soit la consommation actuelle de la ville de Périgueux pendant une journée d'automne. La conduite de l'aqueduc a une forme trapézoïdale (0,66 m de profondeur pour 0,35 et 0,40 m de côté).
L'eau provient des sources de Grandfont (à 103,70 m d'altitude), du Chien, du Lieu-Dieu et de la fontaine de l'Amourat (également orthographiée Lamourat), située à 9 km de Vésone sur l'ancienne commune de Saint-Laurent-sur-Manoire. Sur une pente de 0,66 m par kilomètre, l'eau est acheminée le long de l'actuelle route départementale 6089, sur environ quatre kilomètres ; elle franchit les dépressions sur des arcades, puis s'infléchit légèrement pour longer l'Isle, avant d'entrer sur le périmètre de l'actuelle commune de Périgueux, au niveau de la rue Bonvoisin (entre les kilomètres nos 5 et 6). L'aqueduc traverse ensuite le domaine des Cébrades, s'élève sur des arcades quand le terrain s'abaisse brusquement après celui-ci, puis enjambe l'Isle à 11 m de hauteur, en aval du pont de la SNCF et du pont Japhet (aujourd'hui disparu). L'aqueduc aurait alimenté la cité entre le Ier siècle et la fin du IIIe siècle apr. J.-C., et notamment les thermes de Godofre,,,, situés à son embouchure. La réception des eaux pour les thermes se fait à une altitude de 94,15 m, soit à 9,45 m au-dessus du sol.

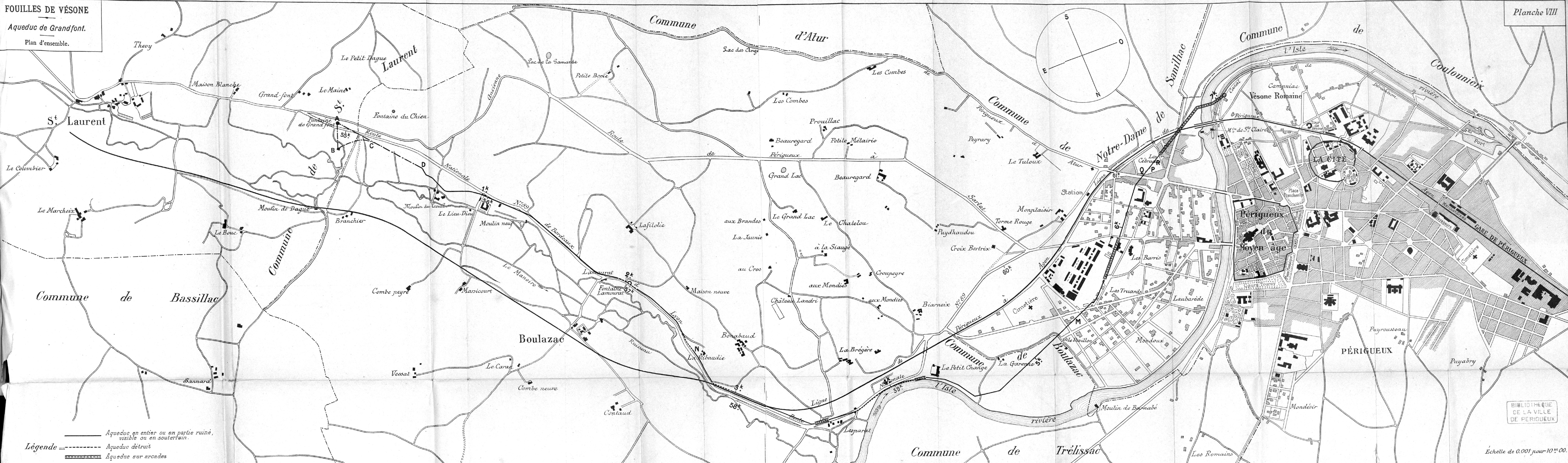
Tracé de l'aqueduc de Grandfont, d'après les fouilles archéologiques réalisées par Charles Durand en 1920.

En 2003, il subsistait encore quelques vestiges le long de route nationale 89 (l'actuelle route départementale 6089), sur la commune de Boulazac.

### Aqueduc des Jameaux (ou du Toulon ou de la Vieille Cité)
L'existence de l'aqueduc des Jameaux (ou du Toulon ou de la Vieille Cité) n'est pas admise à l'unanimité par les historiens et les chercheurs ; Claudine Girardy-Caillat réfute notamment cette hypothèse. L'absence de vestiges au XIXe siècle ne l'appuie pas non plus. Il aurait mesuré entre 1 800 et 2 000 m de long. Il serait parti de la fontaine des Jameaux — sur le territoire actuel de la commune de Coulounieix-Chamiers —, aurait suivi les rochers de la Boissière, longé la propriété des Rocs, franchi l'Isle sur des arcades (dont quelques vestiges sont retrouvés au milieu du XVIIIe siècle), avant d'aboutir au centre de la cité, près du forum et du temple de Vesunna.
L'aqueduc aurait vraisemblablement alimenté les petits thermes entre les rues actuelles de Campniac et de Vésone.
Wlgrin de Taillefer attribue la construction de l'aqueduc au duumvir de Vésone, Lucius Marullius Aeternus, après avoir découvert trois inscriptions sur des tableaux en calcaire qui rappelleraient sa donation pour la rénovation de l'aqueduc, l'adduction des eaux et l'érection de fontaines publiques au niveau de l'actuelle cité administrative Bugeaud, dans la rue Claude-Bernard (emplacement de l'ancien cimetière de la Cité) et rue La Calprenède,. Les historiens contemporains sont toujours partagés sur l'affirmation de Taillefer.

## Mémoire
La rue de Périgueux qui commence au chemin du Puy-Rousseau et se termine rue Jean-Secret se dénomme rue de l'Aqueduc, en souvenir de cette route de 260 m de long qui menait à un ancien aqueduc du XIXe siècle, aujourd'hui démoli. Dans ce même quartier, le lotissement de l'Aqueduc est créé par Jean et Jeanne Dubet dans les années 1950.